# ورنو
ورنو (به فرانسوی: Vernoux) یک کمون در فرانسه است که در Canton of Saint-Trivier-de-Courtes واقع شده‌است.

## خصوصیات
ورنو ۱۰٫۲ کیلومترمربع مساحت و ۲۲۷ نفر جمعیت دارد و ۲۱۶ متر بالاتر از سطح دریا واقع شده‌است.